# Frances Rafferty
Frances Anne Rafferty (16. června 1922 – 18. dubna 2004) byla americká herečka, tanečnice a pin-up girl.

## Životopis
Narodila se 18. dubna v Sioux City v Iowě jako dcera Maxwella Lewise Raffertyho a DeEtty Frances Raffertyové a setra pozdějšího spisovatele, pedagoga a republikánského politika Maxe Raffertyho. V devíti letech se s rodinou přestěhovala do Los Angeles v Kalifornii.
Už od mládí se učila tanci, což ji také později přivedlo k filmu. V roce 1942 podepsala smlouvu s MGM a i přestože se v roce 1943 objevila ve filmu Dragon Seed s Katharine Hepburnovou a Walterem Hustonem, hrála významnější role povětšinou pouze v ostatních filmech „B“ kvality.
Během 2. světové války dělala pin-up modelku pro časopis Yank pro americkou armádu a v roce 1944 se vdala za majora Johna Hortona. Žili spolu však jen pouhé čtyři roky než se vdala za dalšího armádního důstojníka; plukovníka Thomase R. Barkera v roce 1948. Po válce se začala více soustředit na televizní produkci a následujících letech si zahrála v mnoha seriálech.
Se svou hereckou kariérou skončila v roce 1965, ale o 12 let později se objevila ještě v jedné epizodě kriminálního dramatu V ulicích San Francisca. S manželem poté žila na ranči v Kalifornii a v roce 2004 umírá přirozenou smrtí ve spánku v Paso Robles.

## Filmografie
Podle filmové databáze ČSFD.

### Filmy
- 1961 Wings of Chance, režie Eddie Dew
- 1954 The Shanghai Story, režie Frank Lloyd
- 1952 Rodeo, režie William Beaudine
- 1949 Old–Fashioned Girl, An, režie Arthur Dreifuss
- 1948 Lady at Midnight, režie Sam Newfield
- 1948 Money Madness, režie Sam Newfield
- 1947 Curley, režie Bernard Carr
- 1947 Lost Honeymoon, režie Leigh Jason
- 1947 The Adventures of Don Coyote, režie Reginald Le Borg
- 1947 The Hall Roach Comedy Carnival, režie Bernard Carr
- 1946 Bad Bascomb, režie S. Sylvan Simon
- 1945 Abbott and Costello in Hollywood, režie S. Sylvan Simon
- 1945 Hidden Eye, The, režie Richard Whorf
- 1944 Barbary Coast Gent, režie Roy Del Ruth
- 1944 Broadway Rhythm, režie Roy Del Ruth
- 1944 Dragon Seed, režie Jack Conway, Harold S. Bucquet
- 1944 Mrs. Parkington, režie Tay Garnett
- 1943 Dr. Gillespie's Criminal Case, režie Willis Goldbeck
- 1943 Girl Crazy, režie Norman Taurog, Busby Berkeley
- 1943 Hitler's Madman, režie Douglas Sirk
- 1943 Pilot #5, režie George Sidney
- 1943 Presenting Lily Mars, režie Norman Taurog
- 1943 Slightly Dangerous, režie Wesley Ruggles
- 1943 Swing Shoft Maisie, režie Norman Z. McLeod
- 1943 Thousands Cheer, režie George Sidney
- 1943 Young Ideas, režie Jules Dassin
- 1942 Fingers at the Window, režie Charles Lederer
- 1942 Seven Sweethearts, režie Frank Borzage
- 1942 The War Against Mrs. Hadley, režie Harold S. Bucquet

### Seriály
- 1977 V ulicích San Francisca (5. série, 20 epizoda), režie Edward Hume
- 1975 V ulicích San Francisca (3. série, 21 epizoda), režie Edward Hume
- 1961 Alcoa Premiere, režie (11 různých)
- 1960 My Three Sons, režie (7 různých)
- 1960 Pete and Gladys, režie James V. Kern
- 1957 Alcoa Theatre, režie (6 různých)
- 1957 Perry Mason, režie (30 různých)
- 1956 General Electric Summer Originals, režie (6 různých)
- 1955 Matinee Theater, režie (8 různých)
- 1955 Stage 7, režie (5 různých)
- 1955 The Millionaire, režie (6 různých)
- 1954 December Bride, režie jerry Thorpe, Frederick De Cordova
- 1954 Disneyland, režie (70 různých)
- 1954 Lassie, režie (28 různých)
- 1954 Public Defender, režie (3 různí)
- 1954 The Adventures of Ellery Queen, režie (3 různí)
- 1954 The Lone Wolf, režie (3 různí)
- 1953 Genral Electric Theater, režie Joe Connelly, Bob Mosher
- 1953 The Pepsi–Cola Playhouse, režie (8 různých)
- 1953 Topper, režie (5 různých)
- 1953 Your Favorite Story, režie (5 různých)
- 1952 Campbell Playhouse, režie Marc Daniels, Don Madford
- 1952 Cavalcade of America, režie (11 různých)
- 1952 Chevron Theatre, režie (5 různých)
- 1952 Crown Theatre with Gloria Swanson, režie Walter Doniger
- 1952 Dangerous Assignment, režie Bill Karn
- 1952 Dave and Charley, režie Richard Irving[4]
- 1952 Four Star Playhouse, režie (10 různých)
- 1952 Your Jeweler's Showcase, režie (5 různých)
- 1951 Dragnet, režie Jack Webb
- 1951 Schlitz Playhouse of Stars, režie (21 různých)
- 1950 Big Town, režie (4 různí)
- 1950 Racked Squad, režie (5 různých)
- 1950 Stars Over Hollywood, režie (6 různých)
- 1950 Treasury Men in Action, režie (5 různých)
- 1949 Fireside Theatre, režie (7 různých)
- 1949 Oboler Comedy Theatre, režie Arch Oboler, George Cahan[5]